# Texas Guinan
Texas Guinan (ur. 12 stycznia 1884 w Waco, zm. 5 listopada 1933 w Vancouver) – amerykańska aktorka filmowa.

## Filmografia

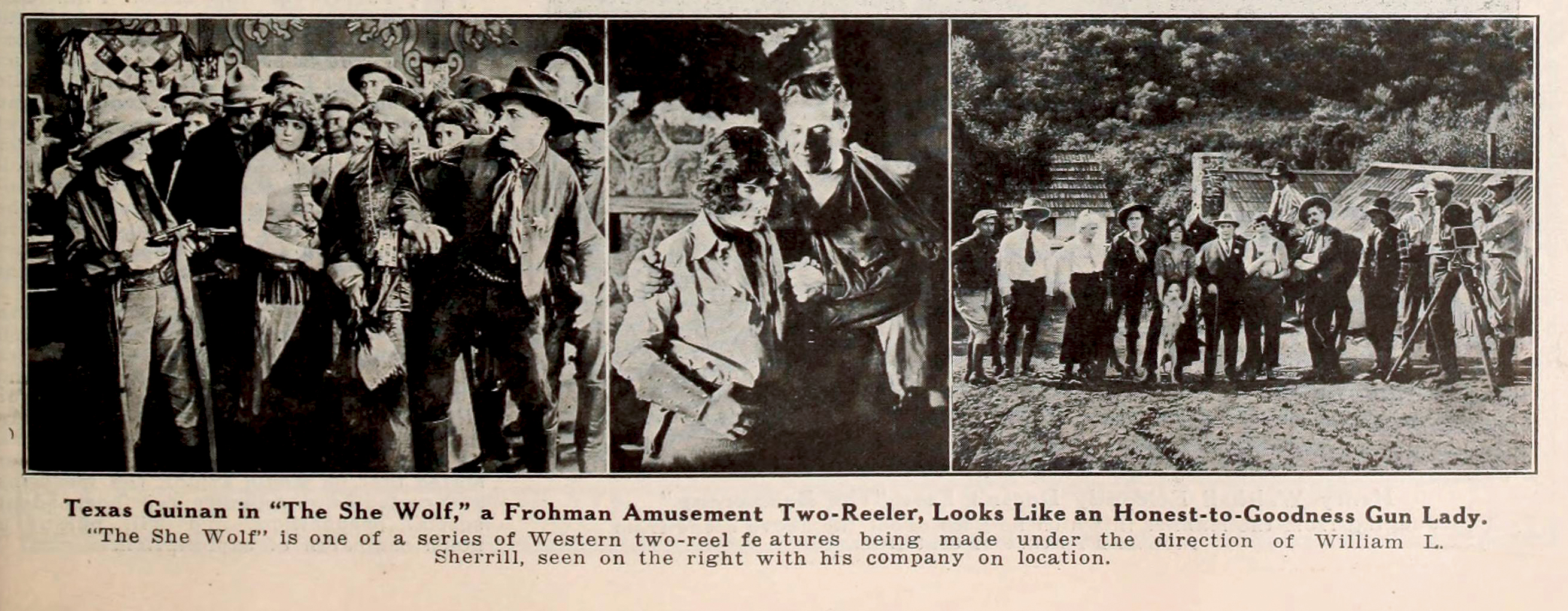
She The Wolf (1919)

- 1917: The Fuel of Life jako Violet Hilton
- 1919: Letters of Fire
- 1921: Code of the West
- 1925: Nocne życie Nowego Jorku
- 1933: Broadway Through a Keyhole jako Tex Kaley

## Wyróżnienia
Aktorka posiada swoją gwiazdę na Hollywood Walk of Fame.